# Jean-Pierre Pujol
Jean-Pierre Pujol (geboren am 30. Juni 1941; gestorben am 8. November 2017 in Mont-de-Marsan) war ein französischer Politiker (Sozialistische Partei). Er war Präsident des Départements Gers. 
Pujol war Stellvertreter von Claude Desbons in der Nationalversammlung und wurde nach dessen Tod im September 2001 Abgeordneter. 
2008 trat er zur Wahl für den Senat an, wurde jedoch nicht gewählt.
Am 19. Juli 2013 wurde er als Nachfolger von Philippe Martin  zum Präsidenten des Conseil départemental du Gers gewählt. Am 27. Juni 2014 kündigte er seinen Rücktritt an. Pujol starb in der Nacht auf den 8. November 2017 im Alter von 76 Jahren.